# Proibito leggere
Proibito Leggere (Ban This Book) è un romanzo di formazione per ragazzi di Alan Gratz, pubblicato per la prima volta in Italia nel 2019.
All'interno del libro sono stati trascritti dei titoli veramente banditi almeno una volta in una biblioteca americana negli ultimi trent'anni.

## Storia editoriale
Alan Gratz, con Proibito Leggere, si ispira alla storia di una ragazzina che gestiva una biblioteca di libri banditi nel suo armadietto. Anche se la notizia si è rivelata poi come falsa, lo scrittore ha deciso che era il giusto incipit per creare il suo libro.

## Trama
Amy Anne è una ragazzina di 9 anni frequentante la quarta elementare e avente una sola amica, Rebecca, che vuole fare l'avvocato da grande come i suoi genitori. 
Amy Anne ha sempre il naso ficcato nei libri. Il suo preferito si chiama Fuga al museo e... l'ha già letto più di tredici volte! 
A casa è bravissima: non si lamenta mai né delle sorelle minori (Alexis e Angelina) che le danno fastidio, né dei genitori che non l'ascoltano mai, né del fatto che è sempre costretta a fare i compiti in bagno con i cani. 
Ma, un giorno, mentre sta andando a prendere per l'ennesima volta il suo libro preferito nella biblioteca scolastica, Opal Jones (la bibliotecaria), le frena l'entusiasmo: il suo libro non c'è più. Amy Anne sa che nessuno lo prende mai in prestito, eccetto lei, e quindi si agita del tutto. La signora Jones le spiega: il libro è stato censurato perché non adatto alla scuola primaria. Tuttavia c'è un'altra possibilità: Amy Anne potrebbe andare al Consiglio d'Istituto per contraddirsi a quest'ingiustizia. 
Così la ragazzina torna a casa, e deve pensare assieme ai suoi genitori come fare con le sorelle, che anche loro devono essere accompagniate a fare varie attività la sera del giovedì, quando avrà luogo la riunione d'istituto. Così seguono lagne da parte delle sorelle, ma nulla importa, visto che è deciso: Amy Anne andrà alla riunione accompagnata dal padre in pick-up.
Alla riunione, però, parla solo la signora Jones dell'argomento dei libri banditi, ma non riesce a convincere nessuno della compagnia di Sara Spencer, quella che ha fatto bandire i libri, che è anche la madre di un compagno di classe di Amy Anne: Trey. Amy Anne è travolta dalla paura e non riesce a tirar fuori il foglietto dove sta scritto il discorso che spiega perché le piace tanto Fuga al Museo. 
Così il padre la porta in libreria per prendere una copia tutta solo per la figlia maggiore, ma poco cambia.
Il giorno dopo la protagonista presta il libro a Rebecca, che glielo chiede in prestito. Danny, un altro loro compagno di classe, sente che parlano di libri banditi, perciò si avvicina a loro. Dice di aver visto sul giornale la lista dei libri banditi e di avercene uno a casa: Quando Helen verrà a prenderti. Amy Anne chiede lui di portaglielo l'indomani e riceve una risposta affermativa.
Il giorno successivo Amy Anne decide di voler leggere tutti i libri banditi. Trova la lista sul giornale, come aveva detto l'amico. Alcuni li aveva già letti. Quella sera decise di comprare Il gioco egizio ed È del tutto normale, ma quest'ultimo decide alla fine di non farne acquisto perché tratta di argomenti dei quali preferisce non parlare in famiglia. E la sua famiglia è tutta lì, persino le sue sorelline. Al posto di quello, acquistò Storie spaventose da raccontare al buio.
Un po' di tempo dopo, la protagonista nota che ha un biglietto lasciato nell'armadietto. L'autrice vuole in prestito Il gioco egizio. La chiama AA, e Amy Anne è davvero felice perché mai nessuno l'ha chiamata così.
Porta a termine la missione, Amy Anne sui accorge che tra Rebecca, tra Danny e tra i libri che compra lei, ha più della metà dei libri banditi a disposizione, e non solo lei, ma anche tutti gli altri. 
Intanto la signora Spencer porta alla signora Jones un secondo elenco di libri da bandire. La bibliotecaria ribatte che non toglierà i nuovi libri finché non riceverà indicazioni dal Consiglio d'Istituto. La signora Spencer, prima di andarsene, prende però dei libri per Trey dalla nuova lista. Così ad Amy Anne viene un'idea: per ogni libro sostituito ne avrebbe aggiunto uno alla biblioteca segreta del suo armadietto, che presto chiama BLB (Biblioteca dei Libri Banditi). Aveva un portablocco dove segnava i clienti in attesa di determinati libri fuori in prestito e, quando era il turno del ritiro, lasciava un messaggio via posta all'interessato.
Per far sapere ai compagni i libri che aveva ma senza essere beccata, appende un biglietto all'armadietto col titolo: "LIBRI BANDITI DALLA SHELBURNE ELEMENTARY" (l'ultimo è il nome della scuola), riportando sotto i libri banditi. Avrebbe fatto un puntino accanto ai libri disponibili nella BLB, spiegando dopo a tutti come funzionava la cosa. 
Rebecca e lei organizzano una raccolta fondi per comprarsi i libri. Però la preside le scopre. Quando chiede dove sarebbero andati i soldi, le due ragazze mentono, inventandosi un'altra ragione rispetto alla vera. 
Amy Anne viene poi messa assieme a Trey per il lavoro di educazione civica. Amy Anne non è arrabbiata con Trey soltanto per il fatto della madre, ma anche perché l'anno prima l'aveva disegnata come un topo. Poco dopo arriva la segretaria e chiama Amy Anne assieme a un suo compagno (Jeffrey) in presidenza.
Prima viene il turno di Jeffrey: gli è morta la nonna. Amy Anne è stata invece convocata per il titolo del biglietto; alla preside, infatti, sembra piuttosto brutto. Perciò dovette staccare il biglietto, mettendo uno che faceva il tifo alla squadra della scuola. Ma non sapeva come fare con il fatto che i compagni dovevano sapere i titoli disponibili. 
Alla riunione della BLB si eleggono i lavori di ogni componente. 
Amy Anne capisce che deve imparare meglio il suo mestiere, così osserva la signora Jones fare il suo lavoro e adotta un sistema bibliotecario molto vecchio, con il quale controlla meglio la BLB.
Il giorno dopo Amy Anne continua il lavoro di educazione civica con Trey, il quale inizia a stagli un po' simpatico, ma cerca di togliersi quell'idea dalla testa.
Lo stesso pomeriggio la signora Jones ringraziò la signora Spencer per aver pagato uno scrittore da far venire a scuola: la bibliotecaria aveva chiamato lo scrittore di uno dei tanti libri banditi. 
Un giorno un libro bandito era in mezzo alla mensa. La preside stava per vederlo, quando scoppiò una lite scatenata da Jeffrey, quello a cui era morta la nonna, sulla quale appoggiò gli occhi la preside. Amy Anne pensa che Jeffrey abbia iniziato il litigio per coprirla, ma non è così. Lo sa perché glielo chiede.
Però, nel frattempo, c'è un nuovo problema: le copertine sono troppo riconoscibili. Questo conduce i protagonisti a collaborare con MJ, un ragazzo che crea nuove copertine, inventando titoli mai esistiti. 
Arrivò il momento dell'incontro con lo scrittore. Ad Amy Anne non piacevano particolarmente i suoi libri, ma fu lo stesso felice, chiedendogli in modo indiretto informazioni su come avrebbe preso la storia di un'eventuale censura dei suoi libri. Lo scrittore lasciò alla ragazzina l'intera serie dei suoi libri, che ebbero subito le nuove copertine.
Qualche tempo dopo, Danny non riesce più a farsi regalare nuovi libri. Così andarono a rubare le copie della biblioteca non più in prestito. 
Ancora più tardi, Trey chiese in prestito una copia di un libro bandito. Amy Anne cadde nella trappola dandoglielo. Infatti, la mattina dopo la preside spezzò il lucchetto dell'armadietto. Amy Anne fu sospesa dalla scuola e la sua storia finì in televisione. 
Quando Amy Anne tornò a scuola, tutti ne erano contenti. Voci giravano che c'era una nuova riunione d'istituto.
Siccome la signora Jones era stata licenziata per colpa della BLB, c'era una nuova bibliotecaria, ma ad Amy Anne non piace per niente. Intanto, Trey stava reclamando altri libri. Amy Anne è arrabbiatissima, ma Trey riesce a spiegagli che era cambiata rispetto al disegno del topo e che stava cercando di bandire tutti i libri per spiegare al Consiglio d'Istituto che è una stupidaggine quella della censura. Ad Amy Anne sembra una buona idea, perciò si fa aiutare da tutta la scuola per censurare i più libri possibili. 
Alla riunione l'idea di Trey si dimostra vera, perciò i libri ritornano in libreria e la scelta di fare o non fare leggere un libro a un bambino è solo dei suoi genitori.

## Personaggi
Amy AnneLa protagonista del romanzo. Una ragazzina di 9 anni frequentante la quarta elementare e avente una sola amica, Rebecca. Ha sempre il naso ficcato nei libri. Il suo preferito si chiama Fuga al museo. Non si lamenta mai.
RebeccaL'amica di Amy Anne. Da grande vuol fare l'avvocato, come i genitori.
DannyUn compagno di Amy Anne. Un esperto di capelli.
TreyIl figlio di Sara Spencer. Vuole fare il fumettista.
Opal JonesLa bibliotecaria della scuola.
Sara SpencerLa signora che vuole far bandire i libri.
AngelinaUna delle sorelle di Amy Anne. Ha 5 anni e vorrebbe essere un pony.
AlexisUna delle sorelle di Amy Anne. Ha 7 anni e fa danza.